# Bergrutsch in der Icy Bay
Koordinaten: 60° 10′ 4″ N, 141° 10′ 47″ W

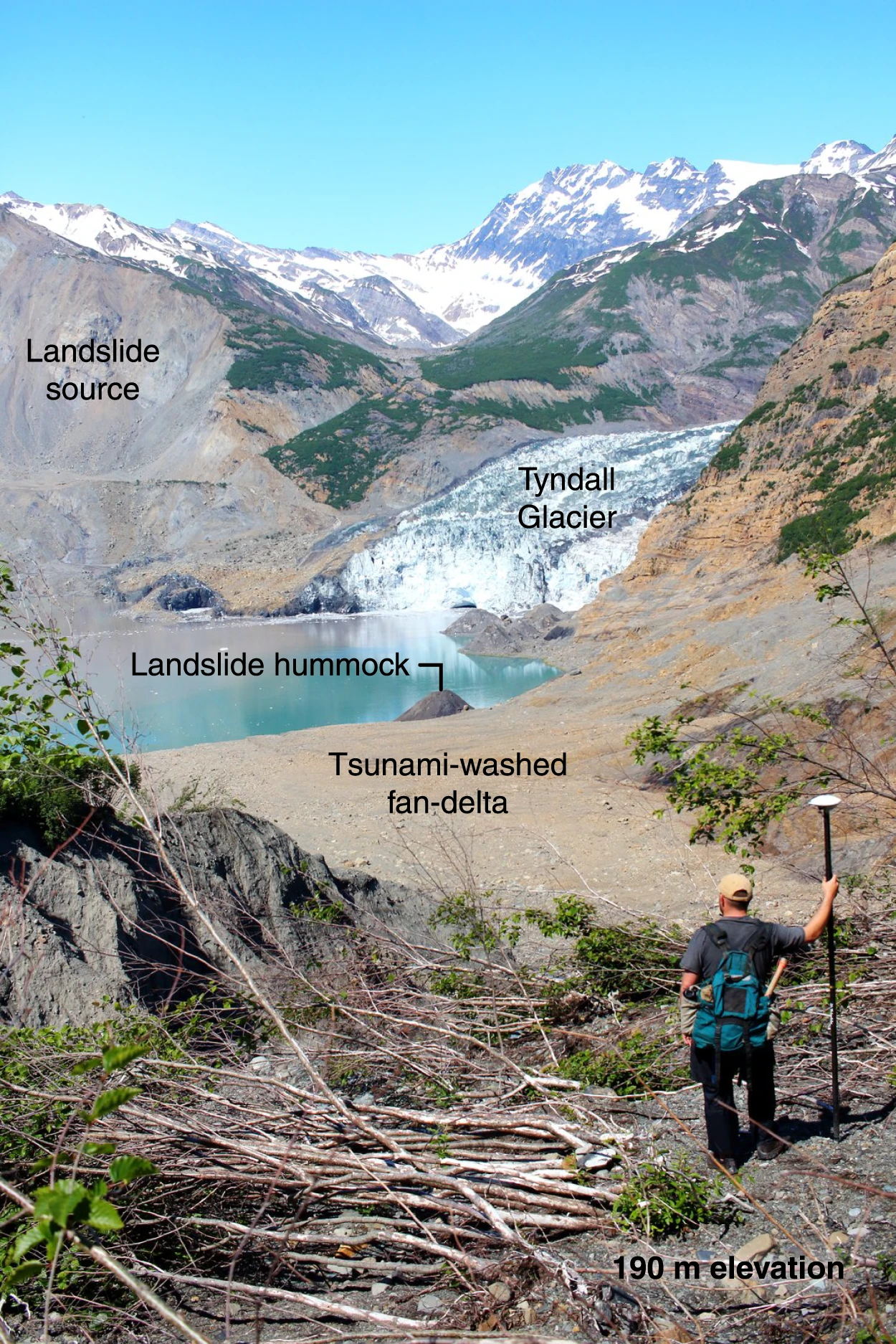
Übersicht über den Bergrutsch am Tyndall-Gletscher. Der Mann im Bild steht etwa 190 m über dem Wasserspiegel und man sieht im Vordergrund immer noch Schäden des Tsunamis.

Der Bergrutsch in der Icy Bay am 17. Oktober 2015 im US-Bundesstaat Alaska war einer der gewaltigsten Bergrutsche der US-amerikanischen Geschichte. Die ersten Anzeichen eines Erdrutsches fanden Geologen nach seismischen Aktivitäten. Aus ihren Aufzeichnungen ließ sich ein Bergrutsch errechnen, der 60 Sekunden dauerte und etwa 200 Millionen Tonnen Gestein in Bewegung setzte. Chris Larsen bestätigte im Frühling 2016 daraufhin den Bergrutsch in der Nähe des Tyndall-Gletschers im Taan-Fjord, einem Seitenarm der Icy Bay. Die Tsunamiwelle, die den gegenüberliegenden Hang erreichte, war 193 m hoch. Auslöser des Ereignisses waren vermutlich hohe Temperaturen und lang anhaltende Regenfälle. Menschen kamen beim Bergrutsch nicht zu Schaden, da die Gegend nur sehr dünn besiedelt ist.
Neuere Untersuchungen ergaben, dass zwei Minuten vor der Rutschung etwa 500 km von Tyndall-Gletscher ein Erdbeben mit der Stärke von 4,1 MW auftrat. Allerdings wurde auch festgestellt, dass die Massen schon vorher in Bewegung waren, denn es wurden im Herbst 2015 etwa zehn Prozent höhere Regenvolumina in der Region gemessen, als sonst üblich. Daher könnte das Erdbeben eventuell nur der initiale Auslöser gewesen sein.
Zum Vergleich: Beim Bergrutsch 1958 am Lituya Bay stürzte weniger Gesteinsvolumen, jedoch aus größerer Höhe, ins Meer und wurde ein mehrfach höheres Hinaufschwappen der Welle auf einen Berghang nachgewiesen.